# As-Simiya (Hebron)
As-Simiya ou As Simiya (em árabe: السيمياء), (em inglês: As Simiya) é uma vila palestiniana pertencente à cidade de Dura, no distrito de Hebron, ao sul da Cisjordânia.

## Geografia
Está localizada a oeste da cidade de Hebrom, a uma distância de 14 quilômetros.
As-Simiya está situada a uma altitude de 460 metros acima do nível do mar.

## População
O número de habitantes de As-Simiya era de 196 pessoas em 1961. No censo de 1997, a população era de 1.225 pessoas.